# Paul Joseph Swain

Wappen von Paul Joseph Swain

Paul Joseph Swain (* 12. September 1943 in Newark, New York; † 26. November 2022 in Sioux Falls, South Dakota) war ein US-amerikanischer Geistlicher und römisch-katholischer Bischof von Sioux Falls.

## Leben
Paul Swain studierte an der Ohio Northern University und erwarb 1965 einen Bachelor of Arts in Geschichte. Im Jahr 1967 erwarb er einen Master of Arts in Politikwissenschaften an der University of Wisconsin–Madison. Nach dem Studium trat Swain als Nachrichtenoffizier in die United States Air Force ein. Er diente im Vietnamkrieg und erhielt einen Bronze Star. Swain wurde 1972 aus der Luftwaffe entlassen. 1974 erwarb Swain einen Juris Doctor an der University of Wisconsin Law School. Nachdem er einige Jahre in einer Anwaltskanzlei gearbeitet hatte, war er von 1979 bis 1983 Rechtsberater und politischer Direktor des Gouverneurs von Wisconsin, Lee S. Dreyfus. Nachdem Dreyfus aus dem Amt geschieden war, kehrte Swain in die Privatkanzlei zurück.
Swain konvertierte mit 39 Jahren von der Methodistischen Kirche zur römisch-katholischen Kirche und wurde 1983 in der Holy Redeemer Parish in Madison offiziell in die katholische Kirche aufgenommen. Er besuchte dann das Nationale Priesterseminar Pope St. John XXIII National Seminary und erwarb 1988 den Master in Theologie. Er empfing am 27. Mai 1988 in der Kathedrale von St. Raphael in Madison von Bischof Cletus F. O’Donnell die Priesterweihe für das Bistum Madison. Er war in der Seelsorge in der Pfarrei Sacred Hearts of Jesus and Mary in Sun Prairie in Wisconsin tätig. Später war er Pfarrer von St. Mary of Pine Bluff in Cross Plains und St. Bernard in Middleton, beide in Wisconsin. Swain diente auch als Assistent des Bischofs, Vizekanzler, Moderator der Kurie und Leiter der Berufungsabteilung. Papst Johannes Paul II. ernannte Swain zum Ehrenprälaten und verlieh ihm den Titel Monsignore. Am Ende seiner Amtszeit in der Diözese wurde Swain zum Rektor der Kathedrale von St. Raphael und zum Generalvikar ernannt. Paul Swain war Mitglied des Ritterorden vom Heiligen Grab zu Jerusalem sowie der Kolumbusritter.
Papst Benedikt XVI. ernannte ihn am 31. August 2006 zum Bischof von Sioux Falls. Der Erzbischof von Saint Paul and Minneapolis, Harry Joseph Flynn, spendete ihm am 26. Oktober desselben Jahres die Bischofsweihe; Mitkonsekratoren waren Robert James Carlson, Bischof von Saginaw, sowie der emeritierte Bischof von Madison, William Henry Bullock.
Papst Franziskus nahm am 12. Dezember 2019 seinen altersbedingten Rücktritt an.
Paul Joseph Swain starb am 26. November 2022 in Sioux Falls, South Dakota, im Alter von 79 Jahren.